# 持世菩薩
持世菩薩，又称财源天母、金度母，佛教中象徵能安穩世間的菩薩，在《佛說雨寶陀羅尼經》裡，根本所依為持世菩薩，故云「持世也，此法，為求福修之」，記載持世陀羅尼。